# 누구보다도 쭉…
《누구보다도 쭉…》(誰よりもずっと…)은 오쿠이 마사미의 메이저 데뷔 싱글 앨범이다.

## 개요
- 평소부터 마쓰토야 유미, Wink 등의 콘서트에서 코러스를 담당했으며 하야시바라 메구미의 악곡으로 데모곡을 담당해오던 오쿠이 마사미의 메이저 데뷔 곡이다.
- 나가노 아카네 원작의 OVA 〈판타지아〉의 주제가로 타이틀 곡과 그 가라오케 외에 TBS의 라디오 드라마인 〈판타지아 비범한 학원 생활의 제1화〉를 수록하고 있는 드문 타입의 싱글이다.
- 앨범 〈Gyuu〉에서는 특히 기록된 바가 없으나 다른 버전으로 수록되었다. (편곡은 오히라 츠토무)
- 본 작은 현재 시점에서 폐반되었기 때문에 구할 길이 어렵다.

## 수록곡
1. 누구보다도 쭉…
  - 작사: 아리모리 사토미, 작곡 · 편곡: 와타나베 토시유키
  - OVA 《판타지아》 주제가
2. 누구보다도 쭉… (off vocal version)
3. TBS 라디오 드라마 〈판타지아 비범한 학원 생활의 제1화〉
  - 출연: 야요이 미츠키, 후루모토 신노스케, 난바 케이이치, 효도우 마코 등